# Mezinárodní výbor právníků
Mezinárodní výbor právníků (International Commission of Jurists, ICJ) je mezinárodní lidskoprávní nevládní organizace. Samotná organizace je skupina 60 předních právníků (soudců či advokátů).
Výbor je podporován Mezinárodním sekretariátem, který sídlí v Ženevě a je složen z právníků z rozličných právních oblastí. Sekretariát a Výbor provádějí advokacii a práci zaměřenou na posílení role právníků a soudců v ochraně a prosazování lidských práv. Výbor má národní sekce a pobočky ve více než 70 zemích.

## Historie
Organizace vznikla v rozděleném poválečném Berlíně, kde byla založena na památku právníka Walter Linse, který současně s Theo Friedlander byl aktivní v odhalování porušení lidských práv v zemích vlivu Sovětského svazu. 8. července 1952 byl Walter Linse odevzdán KGB a popraven v Moskvě o rok později za „špionáž“. Tato událost vedla k rozhodnutí skupiny právníků založit organizaci na obranu lidských práv.

## Současné aktivity
Výbor je aktivní v prosazování lidských práv na mezinárodní úrovni (např. OSN), regionálně (EU, Rada Evropy) nebo národně přes činnosti svých sekcí (např. JUSTICE ve Velké Británii).